# 馬貝爾峰
85°29′S 156°28′W / 85.483°S 156.467°W
馬貝爾峰（英語：Marble Peak），是南極洲的山峰，位於阿蒙森海岸，處於阿蒙森冰川和斯科特冰川之間，美國地質調查局根據測量和美國海軍拍攝的空中照片繪入地圖，現時由南極條約體系管理。